# روس هيل
روس هيل (بالإنجليزية: Ross Hill)‏ (و. 1973 – 1990 م) هو ممثل، من الولايات المتحدة الأمريكية، ولد في ميونخ، توفي عن عمر يناهز 17 عاماً.

## وصلات خارجية
- روس هيل على موقع IMDb (الإنجليزية)
- روس هيل على موقع قاعدة بيانات الفيلم (الإنجليزية)